# 田中聰
田中聰（2002年8月13日—），日本足球運動員，司職防守中場，現時效力日職球隊湘南比馬。

## 俱樂部生涯
身为“巴黎奥运世代”的田中聪出道于长野帕塞罗青训，随后转投湘南比马U18。2020赛季在对阵横滨水手的比赛中完成职业生涯首秀并于2021赛季正式升上一线队，本赛季成为球队主力后腰位置。
日职联赛球队湘南比马官方宣布，队内中场田中聪开启留洋生涯，租借加盟比甲科特赖克。

## 外部連結
- 日本職業足球聯賽中的田中聰 （日語）
- 田中聰的Instagram帳戶